# Милидух
Милидух (пол. Miłyduch, лат. Miliduoch; погиб в 806) — князь лужичан (сорбов) в 790—806 годах.

## Биография
Милидух руководил антифранкским восстанием, направленным против владычества над славянами Карла Великого. Нападал на земли Восточной марки. Милидух и другой славянский князь, Нуссито (Нессита), погибли около современного города Вайсенфельс во время похода войска франков под командованием Карла Юного в 806 году.
Следующим достоверно известным из исторических источников правителем лужичан был Цзимислав, но некоторые историки считают упоминавшегося во франкских анналах в 826 году Тунгло также лужицким князем.